# Öllegård Wellton
Ingeborg Viola Öllegård Wellton-Hell (Stoccolma, 18 aprile 1932 – Stoccolma, 26 giugno 1991) è stata un'attrice svedese, nota per aver ricoperto il ruolo della sig.ra Settergren nella serie televisiva Pippi Calzelunghe.

## Filmografia parziale
Cinema
- Pippi Calzelunghe e il tesoro di capitan Kid (Pippi Långstrump), regia di Olle Hellbom (1969)
- Pippi a bordo! (Här kommer Pippi Långstrump), regia di Olle Hellbom (1969)
- Miss and Mrs Sweden, regia di Göran Gentele (1969)
- Pippi Calzelunghe e i pirati di Taka-Tuka (Pippi Långstrump på de sju haven), regia di Olle Hellbom (1970)
- Quella strega di Pippi Calzelunghe (På rymmen med Pippi Långstrump), regia di Olle Hellbom (1970)

Televisione
- Pippi Calzelunghe (Pippi Långstrump) - serie TV, 9 episodi (1969)